# Angels – Engel gibt es wirklich!
| Figur             | Darsteller           | Deutscher Sprecher |
| ----------------- | -------------------- | ------------------ |
| George Knox       | Danny Glover         | Jochen Striebeck   |
| Maggie Nelson     | Brenda Fricker       | Inge Solbrig       |
| Mel Clark         | Tony Danza           | Tommi Piper        |
| Al Angel          | Christopher Lloyd    | Joachim Höppner    |
| Hank Murphy       | Ben Johnson          | Herbert Weicker    |
| Ranch Wilder      | Jay O. Sanders       | Randolf Kronberg   |
| Roger Bomman      | Joseph Gordon-Levitt | Daniel Krause      |
| J.P.              | Milton Davis Jr.     | Dimitri Guldener   |
| David Montagne    | Taylor Negron        | Udo Wachtveitl     |
| Triscuitt Messmer | Tony Longo           | Jan Odle           |
| Whitt Bass        | Neal McDonough       | Claus Brockmeyer   |
| Ray Mitchell      | Stoney Jackson       | Oliver Mink        |
| Danny Hemmerling  | Adrien Brody         | Manou Lubowski     |
| Wally             | Tim Conlon           | Axel Malzacher     |
| Ben Williams      | Matthew McConaughey  | Erhard Hartmann    |
| Herr Bomman       | Dermot Mulroney      | Wolfgang Müller    |

Angels – Engel gibt es wirklich! (Originaltitel Angels in the Outfield) ist eine US-amerikanische Sportkomödie aus dem Jahr 1994 und eine Neuverfilmung des Films Angels in the Outfield aus dem Jahr 1951. Regie führte William Dear, das Drehbuch schrieben Dorothy Kingsley, George Wells und Holly Goldberg Sloan. Der Film wurde in den kalifornischen Orten Alameda, Anaheim und Oakland gedreht. Er spielte in den Kinos der USA ca. 50,2 Millionen US-Dollar ein. Deutscher Kinostart war am 19. Januar 1995.

## Handlung
Der kleine Junge Roger Bomman lebt bei einer Pflegemutter. Er möchte mit seinem Vater, einem Biker, zusammen sein und fragt ihn, wann sie wieder eine Familie sein würden. Sein Vater antwortet sarkastisch, „wenn die California Angels gewinnen.“ Roger betet zu Gott, dass er den Angels helfen möge. Daraufhin gewinnen die California Angels mit Hilfe von Engeln ihre Spiele.
Roger sieht, welche Spieler von den Engeln unterstützt werden, weswegen er zum Berater des Managers der Baseballmannschaft, George Knox, wird. Währenddessen verzichtet sein Vater vor einem Gericht auf das Sorgerecht. Der Sportreporter Ranch Wilder zweifelt an hellseherischen Fähigkeiten Rogers, was eine Diskussion über die Fragen des Glaubens auslöst.
Das Team gewinnt das Spiel um die Meisterschaft, obwohl diesmal keine Engel erscheinen. Ranch wird entlassen. Knox adoptiert Roger und J.P.

## Rezeption
Angels erhielt ein durchwachsenes Presseecho, was sich auch in den Auswertungen US-amerikanischer Aggregatoren widerspiegelt. So erfasst Rotten Tomatoes überwiegend kritische Besprechungen und ordnet den Film dementsprechend als „Gammelig“ ein. Laut Metacritic fallen die Bewertungen im Mittel „Gemischt oder Durchschnittlich“ aus.
Roger Ebert spottete in der Chicago Sun-Times vom 15. Juli 1994, er habe immer Zweifel gehabt, warum Gott sich in Sportspiele einmischen sollte. Der Film reduziere sich selbst zu seiner Formel zwischen Baseballspielen und der Besserung des menschlichen Charakters. Er sei ein „dummer“ Film über „kitschige Sentimentalität“.
Film-Dienst schrieb, die „märchenhaften Züge“ würden „durch moderne Computer-Spezialeffekte etwas aufgepeppt, wobei aber die plastisch gezeichneten Charaktere nicht aus den Augen verloren“ wurden. „Die geradlinige Inszenierung und die mit sichtbarer Spiellaune agierenden Darsteller“ würden „geschickt die Balance zwischen Rührung und Humor“ halten.
James Berardinelli formulierte seinen Verriss als Sportkommentar. Er nahm besonderen Anstoß am „süßlichen“ Ende, der „hohlen“ Spiritualität und den „unglaubwürdigen“ Darstellern:

„Jedes Mal wenn sich Disney an einem Realfilm versucht, sind die Ergebnisse armselig. Jedoch nur selten so schlecht. […] Klar, das mag ein Fantasyfilm sein, aber die Realität, in der er sich verortet, ist lachhaft.“

William Dear, Joseph Gordon-Levitt und der Film als Bester Fantasyfilm wurden im Jahr 1995 für den Saturn Award nominiert. Milton Davis junior wurde 1995 für den Young Artist Award nominiert.

## Belege und weiterführende Informationen
1. ↑  Drehorte für Angels in the Outfield, abgerufen am 19. März 2008
2. ↑  Einspielergebnisse für Angels in the Outfield, abgerufen am 19. März 2008
3. 1 2  Angels – Engel gibt es wirklich! In: Rotten Tomatoes. Fandango, abgerufen am 27. Dezember 2024 (englisch, aggregiert aus 29 Kritiken).
4. 1 2  Angels – Engel gibt es wirklich! In: Metacritic. Abgerufen am 27. Dezember 2024 (englisch, aggregiert aus 23 Kritiken).
5. ↑  Don Kaye: Angels – Engel gibt es wirklich! (Memento vom 9. Oktober 2019 im Internet Archive) bei AllMovie (englisch)
6. ↑  Datenbankabfrage bei cinemascore.com
7. 1 2  James Berardinelli: Review. In: Reelviews. 1994, abgerufen am 16. November 2024 (englisch): „Any time Disney tries their hand at live action, though, the results are usually pretty poor. Just not this bad. […] Sure, the film is basically a fantasy, but its depiction of the reality it wants to be grounded in is ludicrous. […] Take the ending. It's so sweet, it makes you want to gag. […]  The screenwriters […] don't want to offend anyone, so they come up with some namby pamby, broad, meaningless definition of God and his or her minions. […] Then there's the acting[… :] young Joseph Gordon-Levitt has serious credibility problems. Danny Glover looks embarrassed.“
8. 1 2  Roger Ebert: Filmkritik. 15. Juli 1994, abgerufen am 19. März 2008 (englisch): „movie then reduces itself to a formula […] a dumb movie about soppy sentimentality“
9. ↑  Angels – Engel gibt es wirklich! In: Lexikon des internationalen Films. Filmdienst, abgerufen am 19. März 2008.